# Gospodarka w Sosnowcu

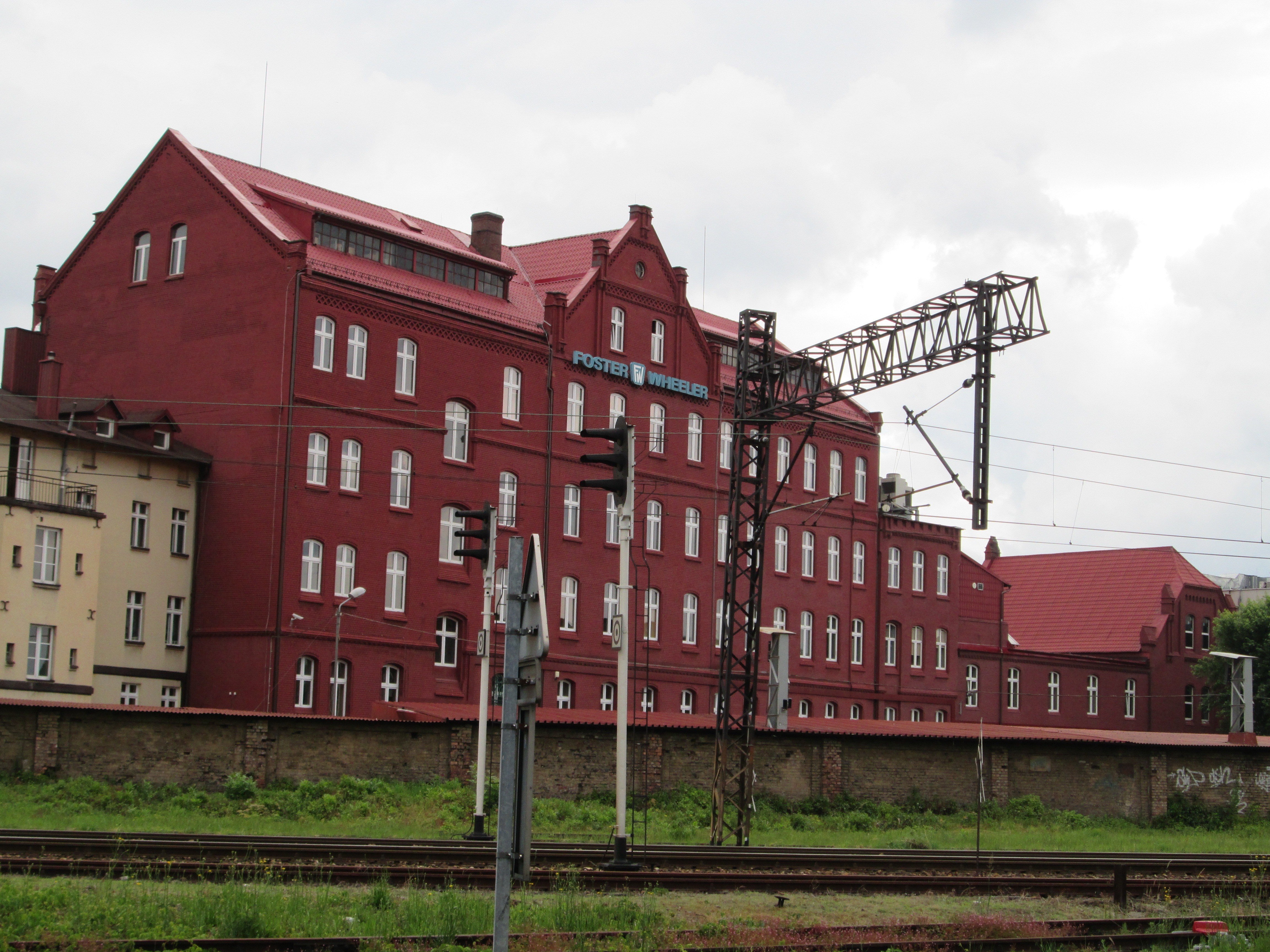
SHI FW ENERGIA FAKOP Sp. z o.o. w Sosnowcu

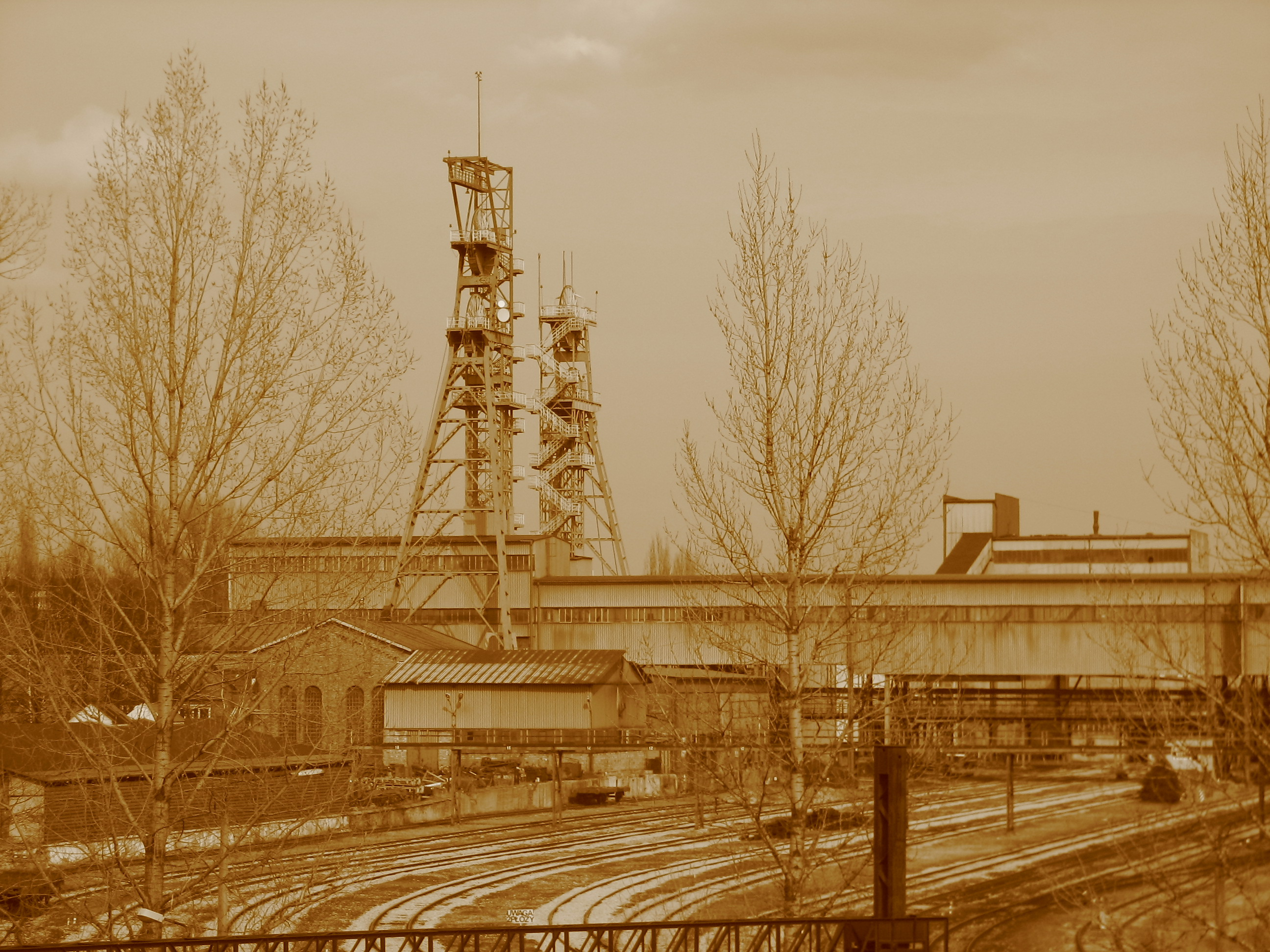
Była Kopalnia Węgla Kamiennego Kazimierz-Juliusz

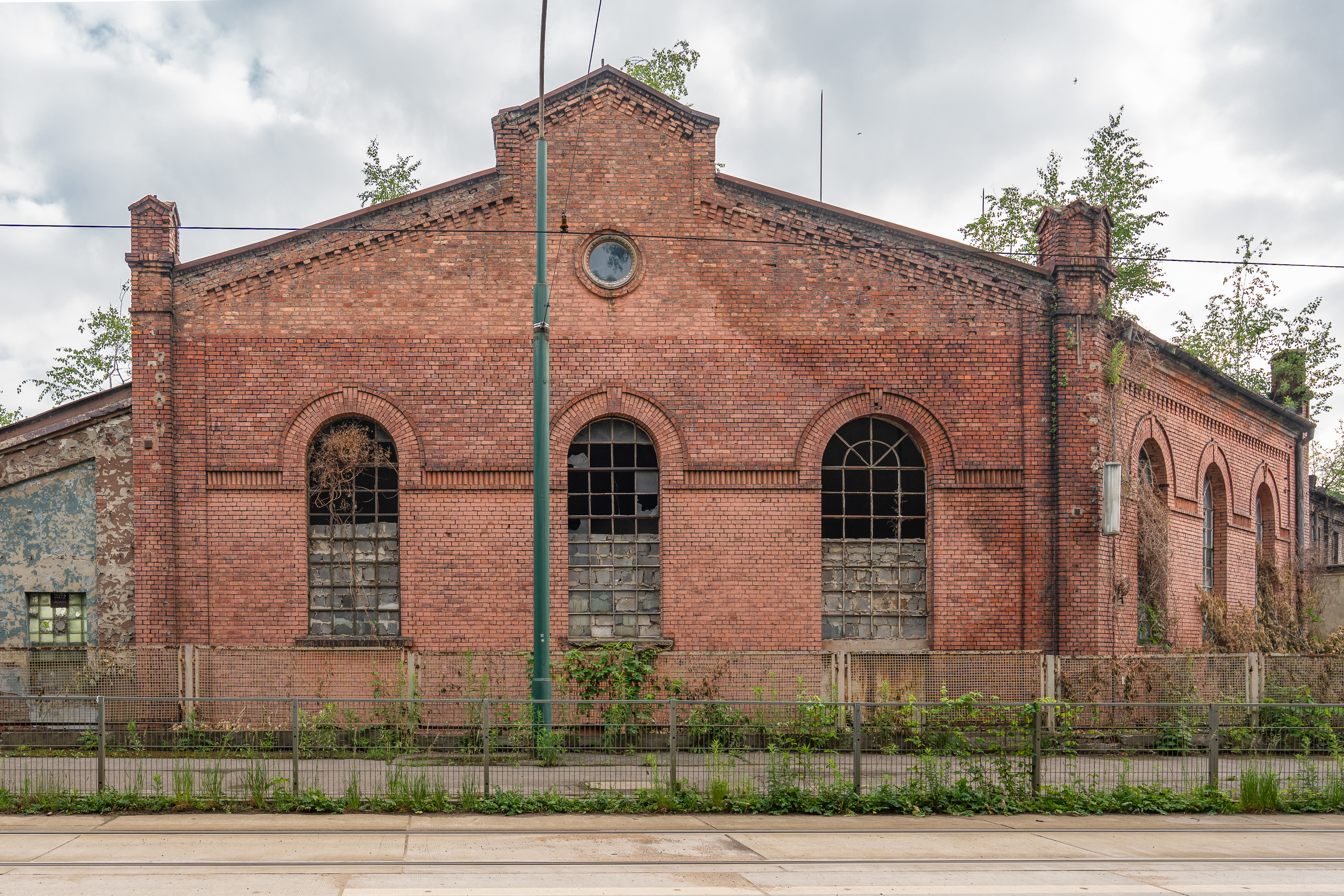
Budynek dawnej przędzalni Dietla, późniejszy Politex

Według danych GUS z 31 grudnia 2022 roku w Sosnowcu istniało 23 029 podmiotów gospodarczych, w tym większość stanowią mikroprzedsiębiorstwa działające w sektorze usługowym.
Na obszarze miasta funkcjonuje Katowicka Specjalna Strefa Ekonomiczna – Podstrefa Sosnowiecko-Dąbrowska, której 5 obszarów znajduje się w obrębie miasta. Działa także Włoska Izba Handlowo-Przemysłowa w Polsce, Park Naukowo-Technologiczny, Agencja Rozwoju Lokalnego, Zagłębiowska Izba Gospodarcza oraz Regionalna Izba Gospodarcza.

## Historia
W XIX wieku w okolicy miasta Sosnowiec odkryto bogate złoża minerałów, przede wszystkim węgiel kamienny, piasku, kamień i glinki ogniotrwałe. Surowce naturalne oraz łatwy dostęp do wody (rzeki Czarna i Biała Przemsza, Brynica oraz Bobrek) dały możłiwość rozwoju przemysłu wydobywczego, idący za tym rozwój hutnictwa, a potem również innych branży. W drugiej połowie XIX wieku silny impuls do rozwoju dały miastu inwestycje kolejowe, które przechodziły przez tereny dzisiejszego Sosnowca, a które znajdowały się w pobliżu granic państwa (Kolej Warszawsko-Wiedeńska z odnogą i Kolej Iwanogrodzko-Dąbrowska) oraz rosyjsko-pruska wojna celna. W tym czasie rozwinęły się w mieście właściwie wszystkie gałęzie przemysłu, powstały nowe kopalnie: „Hrabia Renard” (później kopalnia „Sosnowiec”), Walcownia Odlewów Żelaznych w Milowicach (Huta Milowice), przędzalnia wełny czesankowej H.Dietla (Politex), przędzalnia i farbiarnia Schoena (Intertex), fabryka kotłów parowych „Fitzner i Gamper" (następnie Fakop; Foster - Wheeler), walcownia żelaza „Huldschinsky i synowie” (Huta Buczek), nieistniejąca już huta „Katarzyna", fabryka lin i drutu A. Deichsela, Huta "Staszic" (Zakłady Mechaniczne Urządzeń Wiertniczych), Warsztaty Mechaniczne „Niwka”, fabryka nawozów sztucznych, papiernie, fabryka lin i drutów, huta szkła w rejonie ul. Szklarnianej oraz trudna do zliczenia dzisiaj liczba pomniejszych fabryczek i warsztatów rzemieślniczych. W 1902 r. do listy przedsiębiorstw dołączyła Walcownia Rur i Żelaza Hrabia Renard. Zakłady te oraz kopalnie, przyłączanych do obszaru Sosnowca dzielnic, połączone później w KWK „Porąbka-Klimowtów”, KWK „Kazimierz-Juliusz”, KWK „Niwka-Modrzejów” oraz KWK „Milowice”, stanowiły przez ponad 100 lat kręgosłup przemysłowy Sosnowca. Po 1989 r. w mieście nastąpiła restrukturyzacja przemysłu, w wyniku której większość zakładów przemysłowych została zlikwidowana. Nieliczne z nich po zmianach w obszarze własności stanowią podstawę Sosnowieckiego przemysłu. Miasto, do dziś odczuwające skutki likwidacji górnictwa na swoim terenie, stoi w obliczu kolejnego problemu spowodowanego redukcją kosztów w Mittal Steel Poland S.A. Oddział Dąbrowa Górnicza – zakładu, którego pracownikami w znaczącym udziale są mieszkańcy sosnowieckich dzielnic, przede wszystkim wybudowanych dla hutników osiedli mieszkaniowych w Zagórzu.

## Zakłady górnicze
Maczki-Bór S.A. w Sosnowcu Maczkach – gospodarowanie odpadami, rekultywacja terenów pogórniczych i transport kolejowy

## Zakłady produkcyjne
- Wybrane przedsiębiorstwa produkcyjne :
  - Mittal Steel Poland S.A. Oddział  w Sosnowcu (dawna Huta Cedler) w Sosnowcu Dańdówce – odlewnia żeliwa i walcownia stali
  - SHI FW ENERGIA FAKOP Sp. z o.o. w Sosnowcu Środuli – produkcja kotłów przemysłowych i wymienników ciepła,
  - Vitkovice Milmet S.A. – produkcja bezszwowych butli stalowych i spawanych[13],
  - TIMKEN Polska sp. z o.o. w Sosnowcu Pogoni – produkcja łożysk tocznych,
  - BITRON Poland sp. z o.o. w Sosnowcu – produkcja części do samochodów i sprzętu AGD,
  - Zakłady mięsne Szatan Sp. J. - rozbiór mięsa i produkcja wędlin[14],
  - Heraeus Electro-Nite Polska w Sosnowcu Sielcu – produkcja czujników i przyrządów pomiarowych,
  - Magneti Marelli w Sosnowcu – produkcja części do samochodów,
  - Prima Sosnowiec Complex Plastic Systems w Sosnowcu Dańdówce – produkcja części samochodowych z tworzyw sztucznych,
  - HAGS Poland Sp. z o.o. - produkcja placów zabaw,
  - Saint Gobain Innovative Materials Polska Sp. z o.o. - produkcja szyb samochodowych,
  - CEBI Poland Sp. z o.o. – w Sosnowcu Niwce – projektowanie i produkcja części do samochodów i sprzętu AGD,
  - HORMANN Polska Sp. z o.o. – w Sosnowcu Milowicach – produkcja części metalowych m.in. bram,
  - Caterpillar w Sosnowcu Dańdówce – produkcja części do maszyn budowlanych,
  - Drukarnia Dziennika Zachodniego w Sosnowcu Milowicach,
  - Zakłady Mięsne Silesia S.A. –  Zakłady Przetwórstwa Mięsnego w Sosnowcu Milowicach,
  - Amazon -  e-commerce
  - Przedsiębiorstwo Budowlane BUDIREM Sp.J.[15],
  - Döllken Sp. z o.o. - produkcja wykończeń podłogowych[16],
  - Auto-form Distribution Sp. z o.o. - produkcja nadwozi samochodowych[17]
  - Sakho Sp. z o.o. (dawniej filia zakładów odzieżowych Bytom S.A) - produkcja odzieży wierzchniej, garniturów,
  - Silma Tools Sp. z o.o. - projektowanie i produkcja tłoczników, wykrojników narzędziownia,
  - ZMUW Engineering Sp. z o.o. - producent wiertnic, wiertarek górniczych, maszyn wydobycia ropy i gazu oraz narzędzi wiertniczych.
  - PW Emeres Produkt Sp J - galwanizernia cynkowanie, chromowanie,
  - Zakład Wyrobów Metalowych "HARTMET" - produkcja kół zębatych i ślimacznic,
  - Kragum Spółka z o.o. - producent uszczelnień technicznych,
  - Spółdzielnia Niewidomych PROMET - producent elementów automatyki i sterowania oraz wyrobów z drutu,
  - EVE Tech sp. z o.o. sp.k. - producent obwodów drukowanych, elementów elektroniki w montażu SMD, na płytach PCB, elektroniki motoryzacyjnej (np. zestawy głośnomówiące, routery Wi-Fi), technika baterii samochodowych,
  - METALWELD FIPROM POLSKA Sp z o.o. - producent elektrod i drutów spawalniczych,
  - Amtra Sp. z o. o. Producent i dystrybutor profesjonalnej chemii samochodowej, technicznej i środków utrzymania czystości,
  - ZETKAMA Sp. z o.o.  oddział Sosnowiec - producent armatury przemysłowej -zawory,
  - JANUS Sp. z o.o. - producent łańcuchów, kół łańcuchowych i przenośników,
  - TABOR Dębica Sp. z o.o. oddział w Sosnowcu - producent wagonów i modernizacje lokomotyw,
  - Megaplot Sp. J - producent ploterów termicznych i strunowych do styropianu,
  - Rzeźnictwo Wędliniarstwo Braciki -  mięso, wędliny, wyroby garmażeryjne, dania gotowe,
  - Cukiernia -Piekarnia „Maciuś”  II Sp. z o.o.
  - Piekarnia, Cukiernia Kiełek,
  - Piekarnia, Cukiernia Gryc,

## Transport i logistyka
- Wybrane przedsiębiorstwa branży :

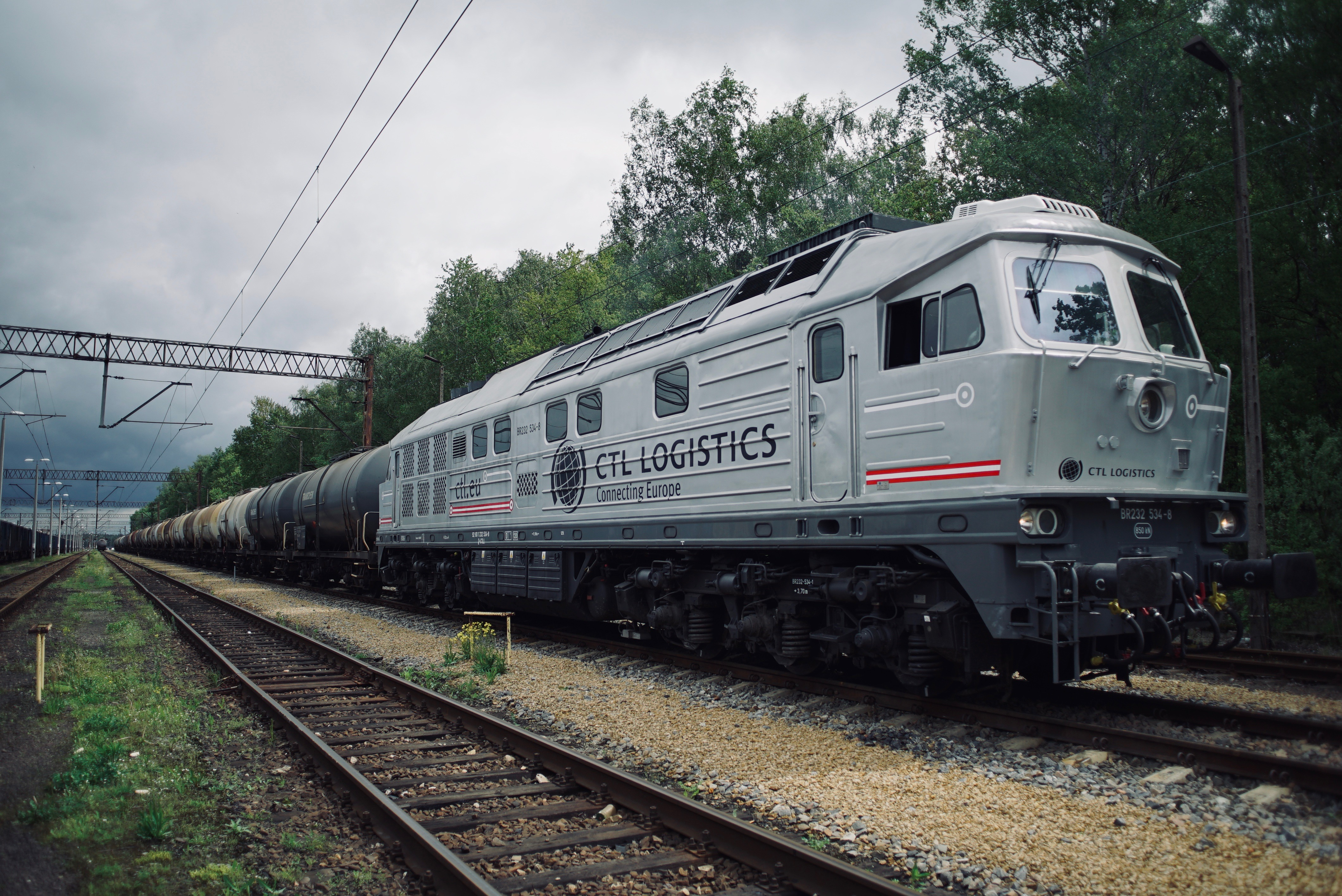
CTL Logistics

  - Polski Gaz S.A. - terminal przeładunkowy gazu płynnego[18]
  - Laude Smart Intermodal S.A. - terminal kontenerowy na stacji Sosnowiec Południowy[19],
  - Amazon - centrum logistyczno-dystrybucyjne sklepu internetowego[20],
  - Eurocash S.A. - centrum dystrybucyjne,
  - Jeronimo Martins Polska S.A. - centrum magazynowo-dystrybucyjne,
  - Maczki-Bór S.A. - gospodarowanie odpadami, rekultywacja terenów pogórniczych i transport kolejowy,
  - CTL Logistics Sp z o.o. - obsługa bocznic, utrzymanie taboru, obsługa terminali własnych i transport kolejowy,
  - DHL Exel Supply Chain (Pepco) - magazyn dystrybucyjny,
  - Raben Logistics Polska Sp z o.o. - centrum magazynowo-dystrybucyjne,
  - DSV Solutions Sp. z o.o. - centrum logistyczne,
  - DB Schenker - magazyn logistyczny,
  - Kuehne + Nagel Sp. z o.o. - centrum magazynowo-spedycyjne,
  - Investa Sosnowiec - Wyroby hutnicze, stal, aluminium,
  - RUCH S.A. - magazyn dystrybucyjny,
  - BOWIM S.A. - magazyn hurtowni stali i wyrobów hutniczych,
  - Salzgitter Mannesmann Stahlhandel Sp. z o.o. - magazyn hurtowni wyrobów hutniczych,
  - Inter Cars S.A. - sklep z artykułami samochodowymi,
  - Rhenus Logistics S.A. Oddział Sosnowiec - centrum magazynowo-spedycyjne,
  - ProLogis Poland XXIX Sp. z o.o. w Sosnowcu Józefowie – centrum logistyczne
  - RB ROAD sp. z o.o. - transport i spedycja[21],
  - MultiLane Sp z o.o. - transport i spedycja[22]

## Handel
- Amtra Sp. z o.o. - sprzedaż hurtowa wyrobów chemicznych[23],
- Ewmar-Ness Sp. z o.o. - sprzedaż hurtowa łożysk drutu nawojowego, kotłów centralnego ogrzewania i stali[24],
- Aktin Sp. z o.o. - wyposażenie szkół i przedszkoli[25],
- Apteka Św. Krzyża - podstawowe artykuły spożywcze[26],
- Grafit Silesia Sp z o.o. - sprzedaż artykułów nietrwałych[27],
- Cngvitall Polska Sp. z o.o. - Magazynowanie i składowanie paliw
- CORMAK oddział Sosnowiec - handel i serwis obrabiarek konwencjonalnych i CNC do metalu,
- Janus Sp. z o.o. i S-ka -Sp.k. - handel i serwis obrabiarek konwencjonalnych i CNC do metalu,
- Spółdzielnia Obrotu Towarowego  oddział Sosnowiec- hurtownia nabiału,
- Hurtownia Long oddział Sosnowiec - hurtownia materiałów instalacyjnych i budowlanych,
- Sewera Polska Chemia oddział Sosnowiec - churtownia materiałów budowlanych i chemii budowlanej

## Handel detaliczny

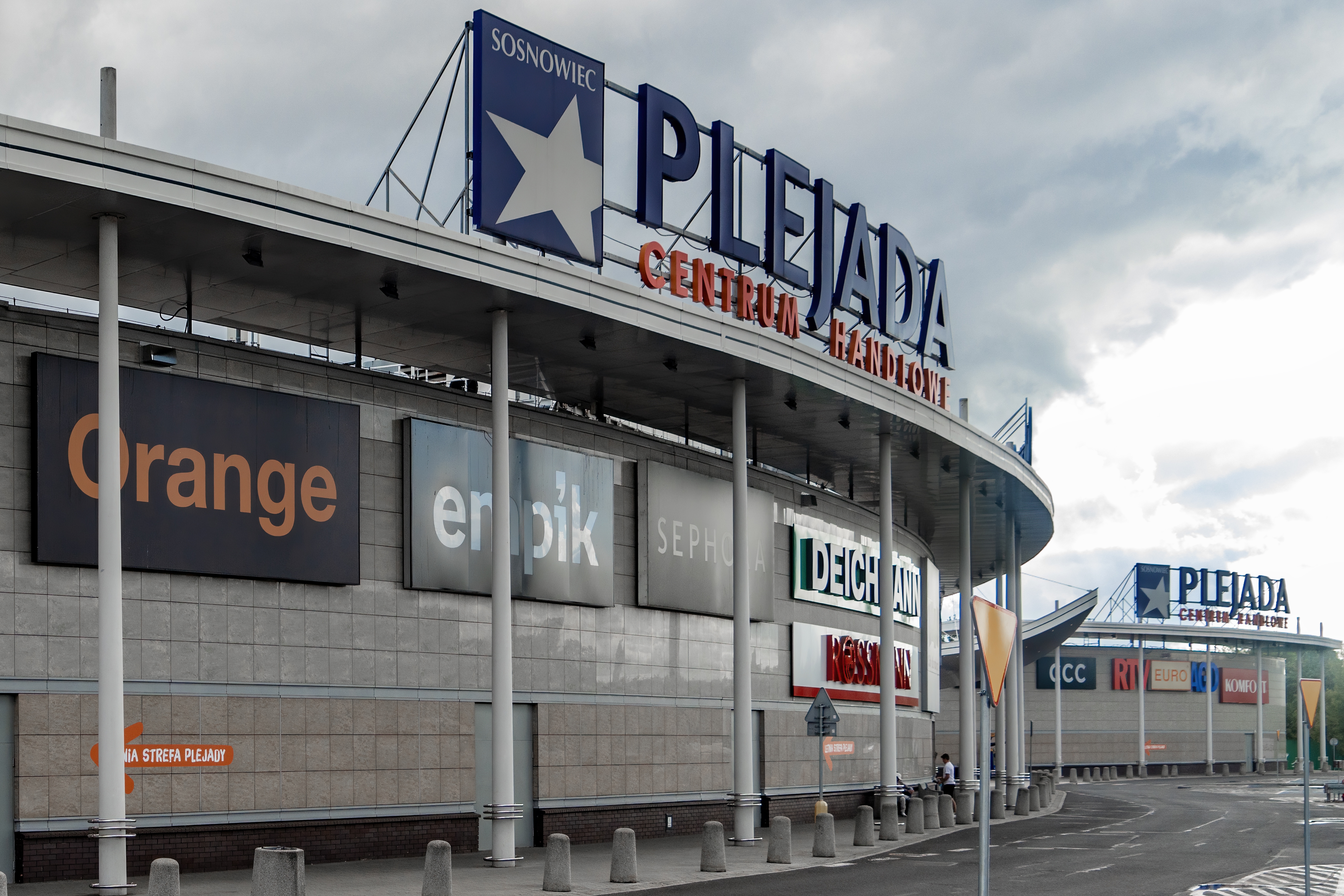
Centrum Handlowe Plejada w Sosnowcu

- W grudniu 2023 r. w Sosnowcu swoje placówki handlowe posiadały sklepy :
  - SPOŁEM PSS (3 sklepy)[28],
  - abc (27 sklepów),
  - Żabka (65 sklepów),
  - Biedronka (22 sklepy),
  - Lewiatan (21 sklepów),
  - Lidl (5 sklepów),
  - Stokrotka (5 sklepów),
  - Aldi (5 sklepów),
  - Kaufland (2 sklepy),
  - Netto (2 sklepy)

- W mieście znajdują się centra i parki handlowe:
  - Centrum Handlowe Auchan Sosnowiec z hipermarketem Auchan,
  - Centrum Handlowe Plejada z hipermarketem Carrefour,
  - Designer Outlet Sosnowiec (wcześniej jako Fashion House Outlet Centre),
  - Centrum Handlowe Plaza Sosnowiec,
  - E.Leclerc z własną stacją paliw,
  - Park Handlowy przy Kauflandzie,
  - hipermarkety budowlane Castorama, Leroy Merlin,
  - hurtownia Makro Cash and Carry.

## Inne firmy[26]
- Sieć Badawcza Łukasiewicz – Górnośląski Instytut Technologiczny- Centrum Napędów i Maszyn Elektrycznych KOMEL,
- Biuro Studiów i Projektów Maszyn Szklarskich  i Ceramicznych -  Komplex-Projekt 2 Sp. z o.o. Przedsiębiorstwo Projektowo - Produkcyjne
- Special Works Sp. z o.o.[29],
- Negotrust Work Solutions Sp. z o.o.[30],
- BAKKS Grupa producentów rolnych Sp. z o.o.[31]

## Działalność deweloperska
Na terenie Sosnowca powierzchnie magazynowe oraz produkcyjne ulokowali Panattoni, Hillwood oraz Biuro Inwestycji Kapitałowych S.A.. 

## Dochody
Suma dochodów do budżetu Sosnowca wyniosła w 2022 roku 1,27 mld złotych, co daje 6,7 tys złotych w przeliczeniu na jednego mieszkańca.
W końcu lipca 2023 liczba zarejestrowanych bezrobotnych w Powiatowym Urzędzie Pracy w Sosnowcu obejmowała 3677 mieszkańców, co stanowi stopę bezrobocia na poziomie 5,2%.